# Freyr (god)

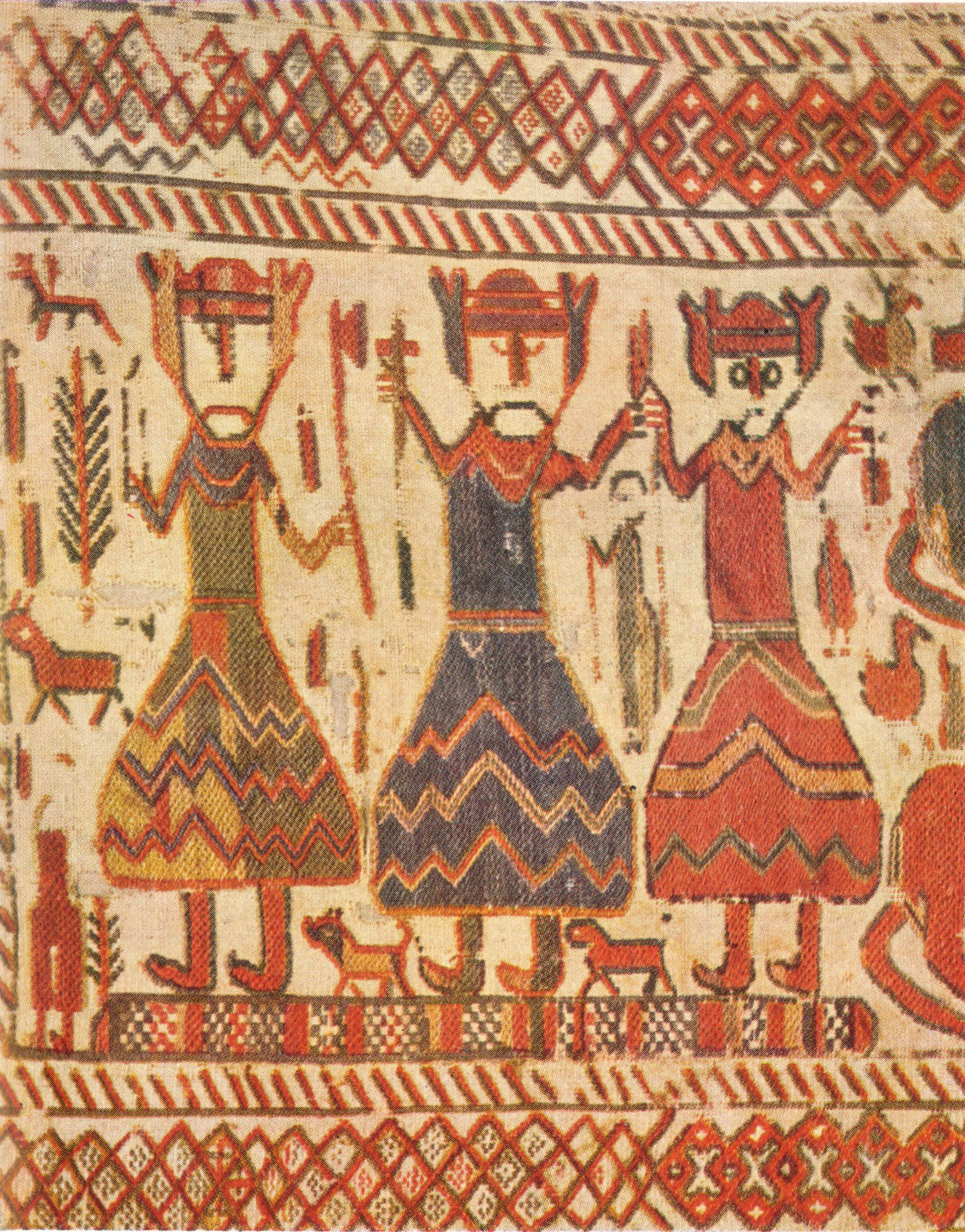
Deel van 12de-eeuws Zweeds wandtapijt toont de eenogige Odin, de hamer-slingerende Thor en Freyr die een korenaar ophoudt.

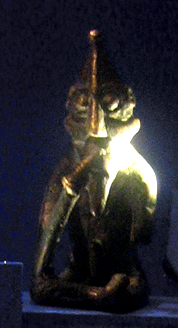
Ithyphallisch Rällinge beeldje, geïnterpreteerd als een afbeelding van Freyr uit de Vikingtijd.

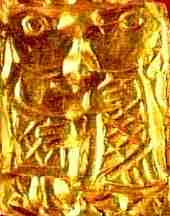
Freyr en Gerd op een Gullgubbe, een amulet, uit de ijzertijd

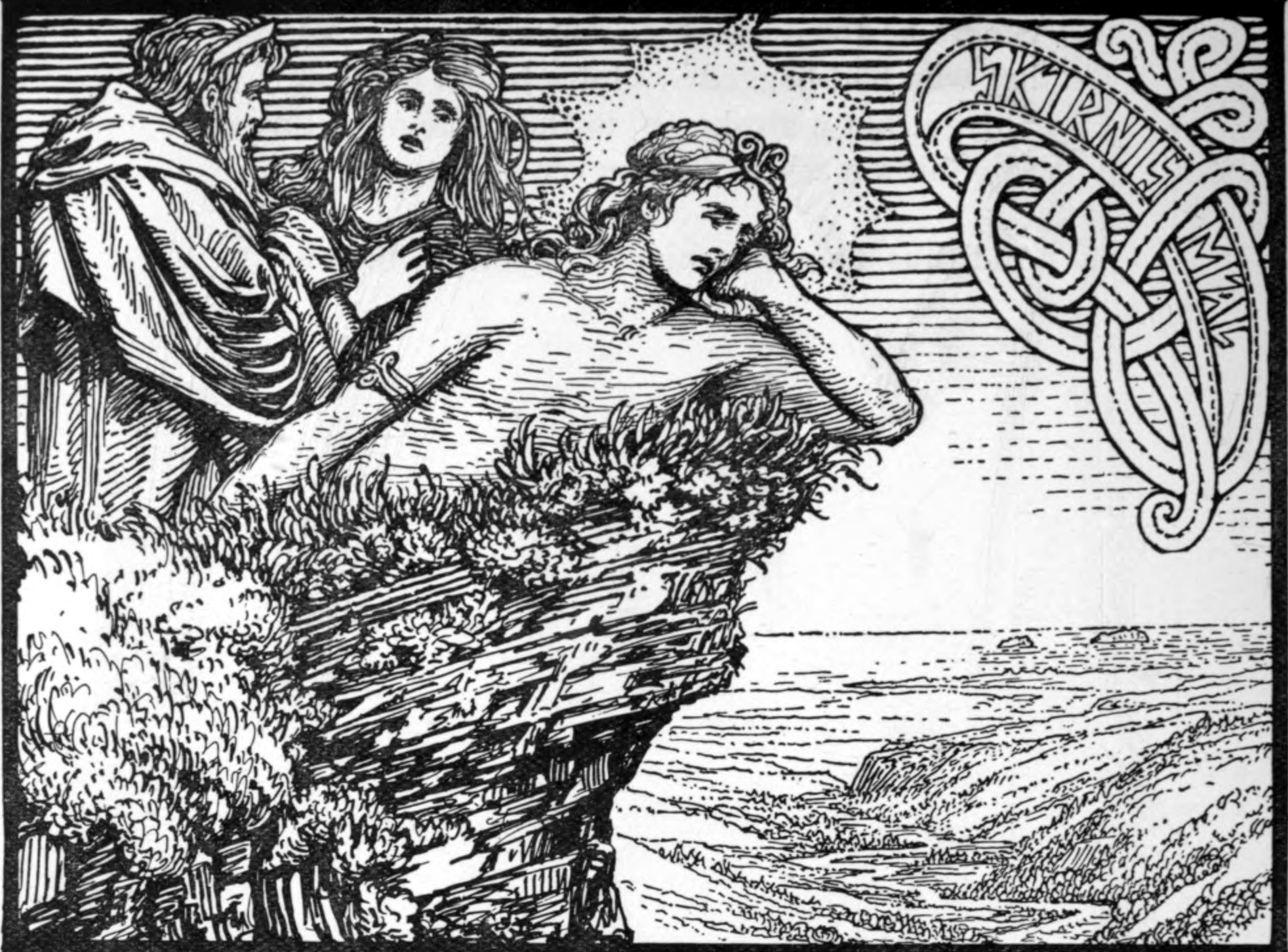
Freyr is verliefd op Gerdr, W.G. Collingwood (1854 - 1932), 1908.

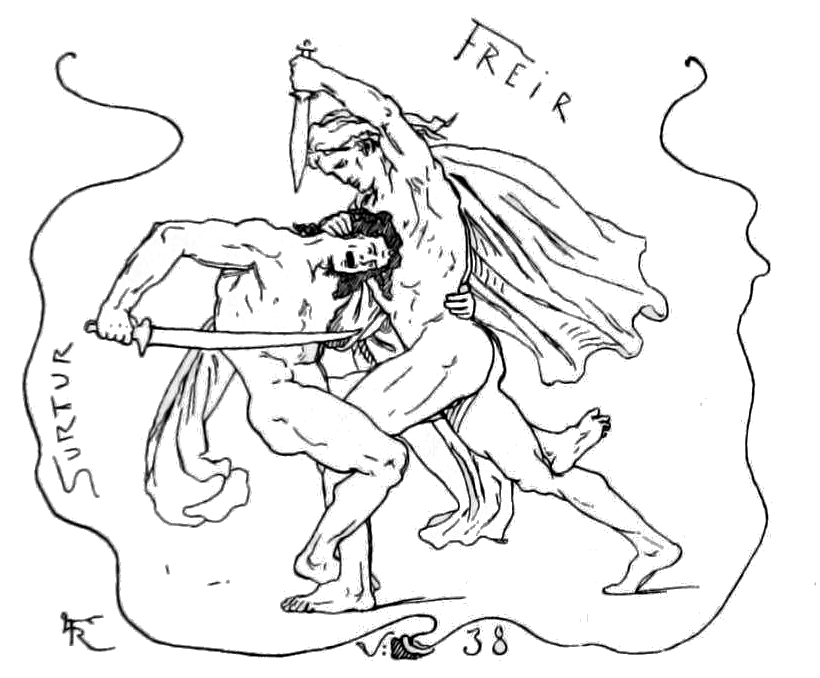
Freyr vecht met Surtr, Lorenz Frølich (1820–1908)

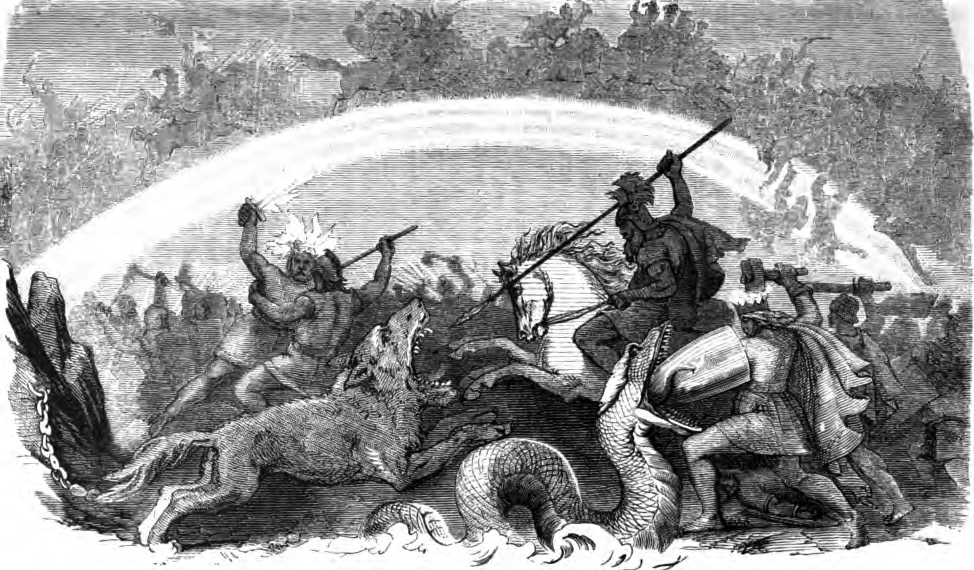
Ragnarok; Odin rijdt op Sleipnir en vecht tegen Fenrir, Thor verdedigt zich tegen de slang Jörmungandr met een schild en zijn hamer Mjöllnir, Freyr en Surtr vechten, achter hen vindt een gigantische slag plaats op de regenboogbrug Bifröst. F. W. Heine, 1882

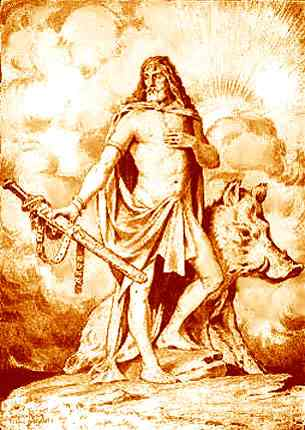
De vruchtbaarheidsgod Freyr, heer van de lichtalfen in een 19e-eeuwse afbeelding

Freyr, ook wel Frey, Frø, Fricco Froði (Froðr in het Oudnoors betekent vruchtbaar, wijs) en Yngvi-Freyr genoemd, is de Noordse fallische god van de mannelijke seksualiteit. Hij is tweelingbroer van de godin Freya, een latere vorm van de grote godin Frigg.
Zijn naam betekent heer, net zoals Freya's naam vrouwe betekent, verwant aan de naam van de Indische godin Priya, wier naam ook vrouwe betekent. Een naam van de hindoeïstische liefdesgodin Lakshmi is 'Haripriya' (geliefde van Hari).

## Etymologische herkomst
Freyr betekent Heer (in het Oudhoogduits fro) en is dus eigenlijk geen naam, maar een titel. Mogelijk ging het om een taboenaam voor een god waarvan de eigenlijke naam ons niet bekend is.
Hij duikt voor het eerst op in hoofdstuk 10 van de Ynglingasage, onder de naam Yngvi van wie het Zweeds koningshuis (de Ynglinge) zou afstammen en in hoofdstuk 11 als vader van Fjölnir onder de naam Yngvi-Freyr. Etymologisch is de aanduiding van de Germaanse stam Ingaevonen verwant. De samentrekking zou dan op het Oud-Germaans Ingwia-fraujaz (= heer der Ingaevonen) teruggaan.
Het plaatsje Forrières in de Belgische Ardennen dankt zijn naam aan deze godheid, evenals het wat verder oostelijk gelegen woud dat nog steeds Forêt de Freyr heet. In Dinant is een klimrots naar hem Freÿr genoemd, met een trema dat de uitspraak beklemtoont.
Een andere naam voor Freyr is Inguz of Ing.

## Genealogie
Freyr verwijst naar een godheid die behoort tot de Wanen. Zijn vader is Njord, die Freyr samen met diens zuster Freya heeft verwekt in een incestueuze relatie met zijn zuster. Later krijgt Freyr bij de reuzin Gerdr een zoon, Fjölnir, die volgens de sage de zegerijke koning van Zweden werd.
Als tandgift kreeg Freyr Alfheim toegewezen, de wereld van de vruchtbare natuurgeesten, de Alven.
Hij heeft Skírnir, Byggvir en Beyla in permanente dienst.

### Stamboom
|        |        |        |        |        |        |  |  | Olvaldi |         |         |         |         |         |  |  |       |       |       |       |         |         |         |         |         |         |       |       |       |       |  |  |         |         |         |         |         |         |  |  |  |  |
|        |        |        |        |        |        |  |  |         |         |         |         |         |         |  |  |       |       |       |       |         |         |         |         |         |         |       |       |       |       |  |  |         |         |         |         |         |         |  |  |  |  |
|        |        |        |        |        |        |  |  |         |         |         |         |         |         |  |  |       |       |       |       |         |         |         |         |         |         |       |       |       |       |  |  |         |         |         |         |         |         |  |  |  |  |
| Thjazi | Thjazi | Thjazi | Thjazi | Thjazi | Thjazi |  |  | Iði     | Iði     | Iði     | Iði     | Iði     | Iði     |  |  | Gangr | Gangr | Gangr | Gangr | Gangr   | Gangr   |         |         |         |         |       |       |       |       |  |  |         |         |         |         |         |         |  |  |  |  |
| Thjazi | Thjazi | Thjazi | Thjazi | Thjazi | Thjazi |  |  | Iði     | Iði     | Iði     | Iði     | Iði     | Iði     |  |  | Gangr | Gangr | Gangr | Gangr | Gangr   | Gangr   |         |         |         |         |       |       |       |       |  |  |         |         |         |         |         |         |  |  |  |  |
|        |        |        |        |        |        |  |  |         |         |         |         |         |         |  |  |       |       |       |       |         |         |         |         |         |         |       |       |       |       |  |  |         |         |         |         |         |         |  |  |  |  |
| Skaði  | Skaði  | Skaði  | Skaði  | Skaði  | Skaði  |  |  | Njord   | Njord   | Njord   | Njord   | Njord   | Njord   |  |  | ?     | ?     | ?     | ?     | ?       | ?       |         |         | Gymir   | Gymir   | Gymir | Gymir | Gymir | Gymir |  |  | Aurboða | Aurboða | Aurboða | Aurboða | Aurboða | Aurboða |  |  |  |  |
| Skaði  | Skaði  | Skaði  | Skaði  | Skaði  | Skaði  |  |  | Njord   | Njord   | Njord   | Njord   | Njord   | Njord   |  |  | ?     | ?     | ?     | ?     | ?       | ?       |         |         | Gymir   | Gymir   | Gymir | Gymir | Gymir | Gymir |  |  | Aurboða | Aurboða | Aurboða | Aurboða | Aurboða | Aurboða |  |  |  |  |
|        |        |        |        |        |        |  |  |         |         |         |         |         |         |  |  |       |       |       |       |         |         |         |         |         |         |       |       |       |       |  |  |         |         |         |         |         |         |  |  |  |  |
|        |        |        |        |        |        |  |  |         |         |         |         |         |         |  |  |       |       |       |       |         |         |         |         |         |         |       |       |       |       |  |  |         |         |         |         |         |         |  |  |  |  |
| Óðr    | Óðr    | Óðr    | Óðr    | Óðr    | Óðr    |  |  | Freya   | Freya   | Freya   | Freya   | Freya   | Freya   |  |  | Freyr | Freyr | Freyr | Freyr | Freyr   | Freyr   |         |         | Gerdr   | Gerdr   | Gerdr | Gerdr | Gerdr | Gerdr |  |  | Beli    | Beli    | Beli    | Beli    | Beli    | Beli    |  |  |  |  |
| Óðr    | Óðr    | Óðr    | Óðr    | Óðr    | Óðr    |  |  | Freya   | Freya   | Freya   | Freya   | Freya   | Freya   |  |  | Freyr | Freyr | Freyr | Freyr | Freyr   | Freyr   |         |         | Gerdr   | Gerdr   | Gerdr | Gerdr | Gerdr | Gerdr |  |  | Beli    | Beli    | Beli    | Beli    | Beli    | Beli    |  |  |  |  |
|        |        |        |        |        |        |  |  |         |         |         |         |         |         |  |  |       |       |       |       |         |         |         |         |         |         |       |       |       |       |  |  |         |         |         |         |         |         |  |  |  |  |
|        |        |        |        |        |        |  |  |         |         |         |         |         |         |  |  |       |       |       |       |         |         |         |         |         |         |       |       |       |       |  |  |         |         |         |         |         |         |  |  |  |  |
| Hnoss  | Hnoss  | Hnoss  | Hnoss  | Hnoss  | Hnoss  |  |  | Gersimi | Gersimi | Gersimi | Gersimi | Gersimi | Gersimi |  |  |       |       |       |       | Fjölnir | Fjölnir | Fjölnir | Fjölnir | Fjölnir | Fjölnir |       |       |       |       |  |  |         |         |         |         |         |         |  |  |  |  |

## Edda
Ooit was Freyr op Odins troon Hlidskjalf gaan zitten, vanwaar men uitzicht op alle negen werelden heeft. Zijn oog viel toen in Jötunheim op een wonderlijk mooie reuzendochter Gerdr. Hij zond Skirnir naar de reuzin.
Om haar te krijgen moest hij volgens de Skírnismál zijn zwaard aan haar vader in pand geven. Zo raakte hij het wonderzwaard dat in staat was vanzelf toe te slaan voor altijd kwijt. Daarom gebruikte hij een substitutiezwaard uit hertenhoorn waarmee hij wel menige reus kon vellen, maar dat hem niet zou kunnen dienen om aan het einde der tijden de vuurreus Surt af te weren.

## Attributen
Zijn bekendste attributen zijn:
- Het schip Skíðblaðnir, dat de dwergen voor hem hadden gemaakt. Het schip kreeg altijd een gunstige wind in de zeilen en bood plaats aan alle goden, in volle wapenrusting. Toch was het schip zo kunstig gemaakt dat het klein opgevouwen in een tas paste.
- Het gouden everzwijn Gullinbursti (“gouden borstels”). Het zwijn kon sneller dan een paard door de lucht en over zee lopen en het kon zelfs de donkerste nacht verlichten.
- Zijn zelfstrijdend zwaard, dat hij aan zijn dienaar Skirnir had gegeven toen deze voor hem de reuzin Gerðr ging bezoeken om haar aan Freyr te koppelen.

In de Scandinavische wereld wordt Freyr vaak als een baardige man voorgesteld met uitgesproken gedisproportioneerde viriele attributen. Volgens bepaalde auteurs zou het dan ook om een fallische godheid gaan, iets wat werd bevestigd door archeologische vondsten. Hij werd vaak gewoon als een zegenbrengende en beschermende fallus voorgesteld, zoals dat ook bij de Indische god Shiva het geval is in de vorm van de lingam.

## Functie

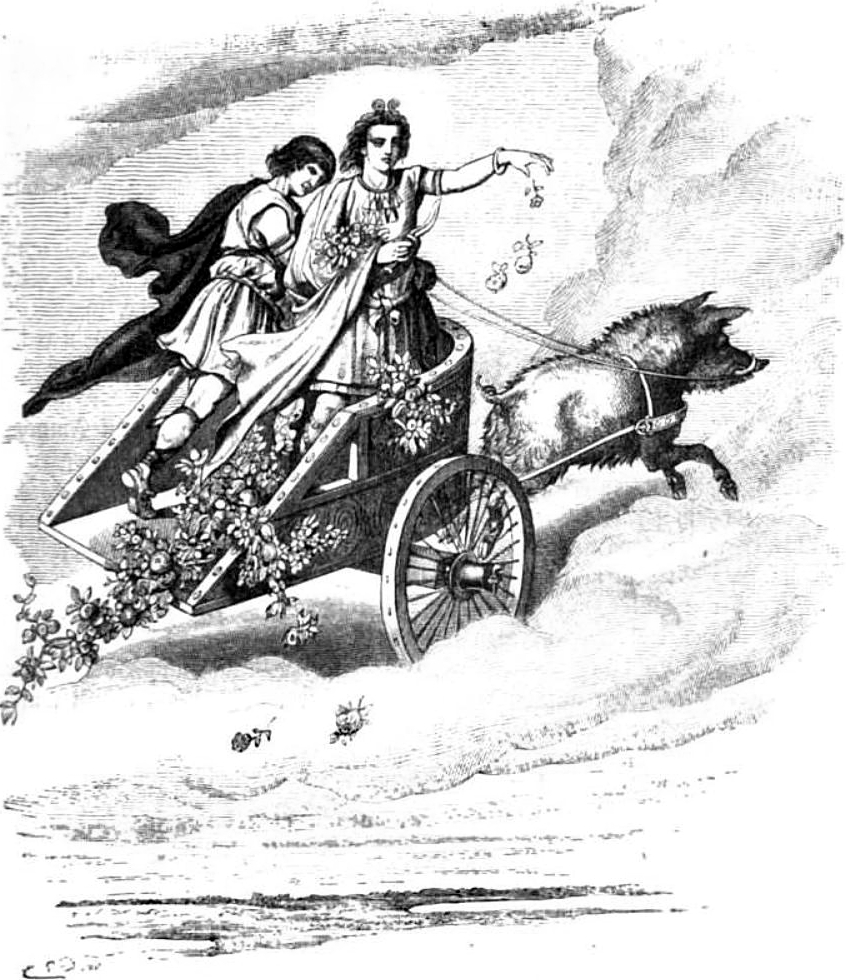
Freyr met Skirnir, 1882

Vrede en vruchtbaarheid lijken in de Noordse godsdienst nauw met elkaar verbonden te zijn geweest. Offers waarmee men hoopte vruchtbaarheid en vrede af te smeken werden vaak tegelijkertijd gebracht en het gold als een van de speciale taken van de vruchtbaarheidsgoden om vrede onder de mensen te bewaren. In de tempels van Freyr was het dragen van wapens dan ook verboden, en op zijn heilige plaatsen rustte een taboe op onderling bloedvergieten. Volgens Adam van Bremen waren er om de negen jaar vieringen waarbij zowel mensenoffers als dierenoffers plaatsvonden.
Freyr nam zo’n belangrijke positie onder de goden in dat zijn standbeeld in de grote tempel van Uppsala naast de beelden van Odin en Thor stond.

## Cultus
Vanwege zijn positie als god van de vruchtbaarheid werd hij vooral door de boeren vereerd, die de grootste bevolkingsgroep vormden.
Volgens Snorri Sturluson waren zowel Freyr als zijn zus Freya oogverblindend mooi en onvoorstelbaar machtig. Als de stralende en gulle schenker van regen en zonneschijn en van groei werd Freyr beschouwd als de meest glorieuze onder de goden.
Freyrs cultus vertoonde sterke gelijkenis met die van zijn zus, Freya, die regeerde over de seksuele lust en over wie vrij veel bekend is. We weten dat Freyr wijd en zijd werd vereerd, maar behalve wat vage indrukken van rituelen is de kennis over zijn cultus verloren gegaan.
Freyr was verbonden met paarden, die naar de sagen te oordelen ook aan hem werden geofferd. Paarden waren in de tijd van de volksverhuizingen geliefde offerdieren, en hun rol in Freyrs verering stamt mogelijk uit die tijd. Het belang van de paardencultus blijkt uit de beenderen en huiden die in Zweedse cultusplaatsen zijn gevonden. Ook in Vikinggraven zijn zulke vondsten gedaan, vooral in grafschepen.

### Seksriten
Tegenwoordig nemen onderzoekers algemeen aan dat vruchtbaarheid integraal deel uitmaakte van de Vikingsamenleving, en de beroemdste vondst om de riten die daarmee verband hielden aan te tonen was een beeldje dat aan het begin van de 20e eeuw in Rällinge (Zweden) werd gevonden.
Het uiterlijk ervan geeft aan dat het met vruchtbaarheidsriten had te maken en het wordt doorgaans geïnterpreteerd als de mannelijke kant van Freya, haar tweelingbroer Freyr.
Verder heeft Adam van Bremen het over het fallussymbool, het beeldje van Freyr, dat in de tempel van Uppsala stond en over de ranzige gezangen die tijdens rituelen werden gezongen. In Völsa þáttr staat een verslag van de verering van een paardenfallus door een heidense familie, en dat verslag houdt verband met een oud Indo-Arisch offerritueel.
In Ibn Fadlans beschrijving van de begrafenis van een Scandinavisch stamhoofd op de Wolga, moest een slavenmeisje dat geofferd zou worden meerdere seksuele rituelen ondergaan.